# Rupert Crosse
Rupert Crosse est un acteur américain né le 29 novembre 1927 à New York et décédé le 5 mars 1973, d'un cancer du poumon.

## Filmographie
- 1959 : Shadows : Rupert
- 1961 : La Ballade des sans-espoir (Too Late Blues) de John Cassavetes : Baby Jackson
- 1963 : Le Motel du crime (Twilight of Honor) : Assistant de Jailer
- 1964 : Pas de printemps pour Marnie (Marnie) : Employé de bureau
- 1965 : Ride in the Whirlwind : Indian Joe
- 1965 : Wild Seed : Hobo
- 1967 : Waterhole#3 de William A. Graham : Prince
- 1969 : Reivers (The Reivers) : Ned McCaslin
- 1970-1971 : Coup double (The Partners) (série télévisée) : Détective George Robinson

### Nomination
- Nomination à l'Oscar du meilleur acteur dans un second rôle pour Reivers (The Reivers) de Mark Rydell.